# نزلة بني خلف
قرية نزلة بني خلف هي إحدى القرى التابعة لمركز مغاغة بمحافظة المنيا في جمهورية مصر العربية. حسب إحصاءات سنة 2006، بلغ إجمالي السكان في نزلة بني خلف 4037 نسمة، منهم 2086 رجلا و1951 امرأة.